# Keira Knightleyová
Keira Christina Knightleyová OBE (nepřechýleně Knightley, * 26. března 1985 Londýn) je anglická filmová a divadelní herečka. V roce 2007 byla zařazena na seznam nejlépe placených hereček světa, roku 2008 ji časopis Forbes uvedl jako druhou nejlépe placenou herečku v Hollywoodu.
Hereckou kariéru zahájila již jako dítě, mezinárodního uznání se dočkala v roce 2003 poté, co hrála ve filmech Blafuj jako Beckham, Piráti z Karibiku: Prokletí Černé perly a Láska nebeská. Vzápětí se objevila v několika hollywoodských filmech. Získala nominaci na Oscara i Zlatý glóbus za roli Elizabeth Bennetové v adaptaci románu Jane Austenové Pýcha a předsudek z roku 2005. O dva roky později byla znovu nominována na Zlatý glóbus pro nejlepší herečku, stejně jako na cenu BAFTA za výkon ve filmu Pokání.
Za roli v historickém thrilleru Kód Enigmy z roku 2014 získala nominaci na Zlatý glóbus, cenu SAG, Filmovou cenu Britské akademie a Oscara pro nejlepší herečku ve vedlejší roli.

## Život
Keira Knightleyová je dcerou dramatičky a herečky Sharman MacDonaldové a Willa Knightleyho, divadelního a televizního herce. Otec je Angličan, matka je skotského původu s řadou velšských předků. Má staršího bratra Caleba, který se narodil v roce 1979. Vyrůstala v londýnském Richmondu, kde navštěvovala školy Stanley Junior School, Teddington School a Esher College.
Je dyslektička, ale přesto byla díky podpoře rodičů úspěšná ve škole. Herectví se začala věnoval už od dětství, účinkovala v několika místních amatérských inscenacích, například ve hře After Juliet napsané její matkou nebo v hře United States, kterou napsal její učitel Ian McShane.

## Kariéra

### 1993–2002: Začátek kariéry

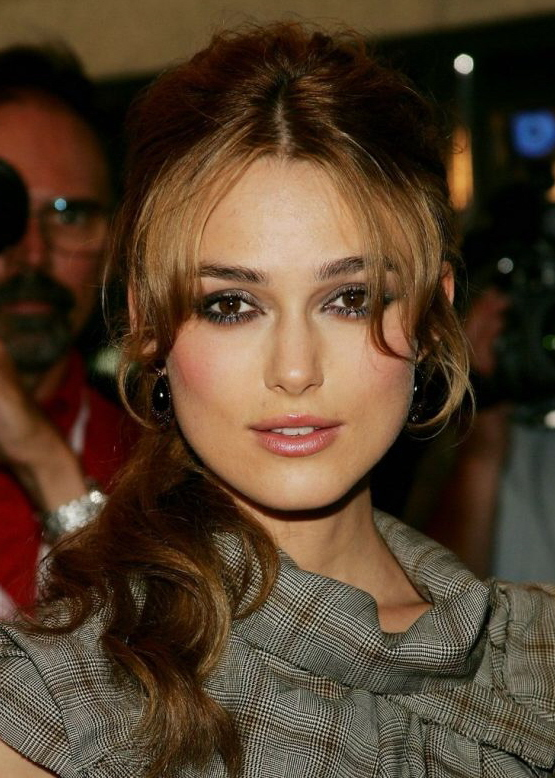
Na torontské premiéře Pýchy a předsudku, 2005

Poté, co v šesti letech získala hereckého agenta, začala účinkovat v televizních reklamách a menších televizních rolích. Její první role byla v televizním filmu Royal Celebration z roku 1993. Později hrála ve filmech Nevinné lži (1995), Návrat domů (1998) a The Treasure Seekers (1996). Na konci roku 1999 si zahrála roli Rose v televizním seriálu Oliver Twist.
V roce 1999 byla obsazena do role Sabé ve filmu Star Wars: Epizoda I – Skrytá hrozba. V roce 2001 hrála dceru Robina Hooda v disneyovském filmu Princezna zlodějů. O rok později ztvárnila ve filmu Čistá (Pure) roli těhotné puberťačky, závislé na heroinu. Průlomová byla její role v komedii Blafuj jako Beckham, uvedené do kin v roce 2002.

### 2003–2007:Piráti z Karibiku, Průlom a úspěch
Po filmu Blafuj jako Beckham získala roli ve filmu Piráti z Karibiku: Prokletí Černé perly po boku Orlanda Blooma a Johnnyho Deppa. Film měl premiéru v červenci 2003 a získal pozitivní reakce kritiků a vysoké tržby. V listopadu 2003 měl premiéru romantické film Láska nebeská ve kterém si zahrála se svým idolem z dětství Emmou Thompson. Její další film Král Artuš získal negativní kritiku. V roce 2005 se objevila ve filmu The Jacket, po boku Adriena Brodyho. Ve stejném roce měl premiéru film Pýcha a předsudek. Za roli Elizabeth získala nominaci na Zlatý glóbus a Oscara. V červenci 2006 si zopakovala roli ve filmu Piráti z Karibiku: Truhla mrtvého muže.
V roce 2007 se objevila ve filmové adaptaci novely italského spisovatele Alessandra Baricca Hedvábná cesta, ve filmu Pokání a v pokračování filmu Piráti z Karibiku: Na konci světa. Za roli ve filmu Pokání získala nominaci na Zlatý Glóbus a Filmovou cenu Britské akademie.

### 2008–2010: Nezávislé filmy
V roce 2008 účinkovala po boku Sienny Millerové, Cilliana Murphyho a Matthewa Rhyse ve válečném dramatu Na hraně lásky. Poté natočila film Vévodkyně, založeném na biografii Georgiana, Duchess of Devonshire od Amandy Foreman. Film získal pozitivní kritiky a Keira byla za roli nominována na cenu BIFA Award.
V prosinci 2009 debutovala v divadle.. Ztvárnila roli Jennifer (Celimene) v moderní Crimpově adaptaci Molièrova Misantropa v Comedy Theatre v londýnském West Endu. Za svůj výkon byla nominovaná na cenu Laurence Oliver Award.
V roce 2010 se objevila v romantickém dramatu Last Night, po boku Evy Mendes a Sama Worthingtona. Ten samý rok si zahrála v adaptaci novely Neopouštěj mě. S Colinem Farrellem si zahrála ve filmu Londýnský gangster.

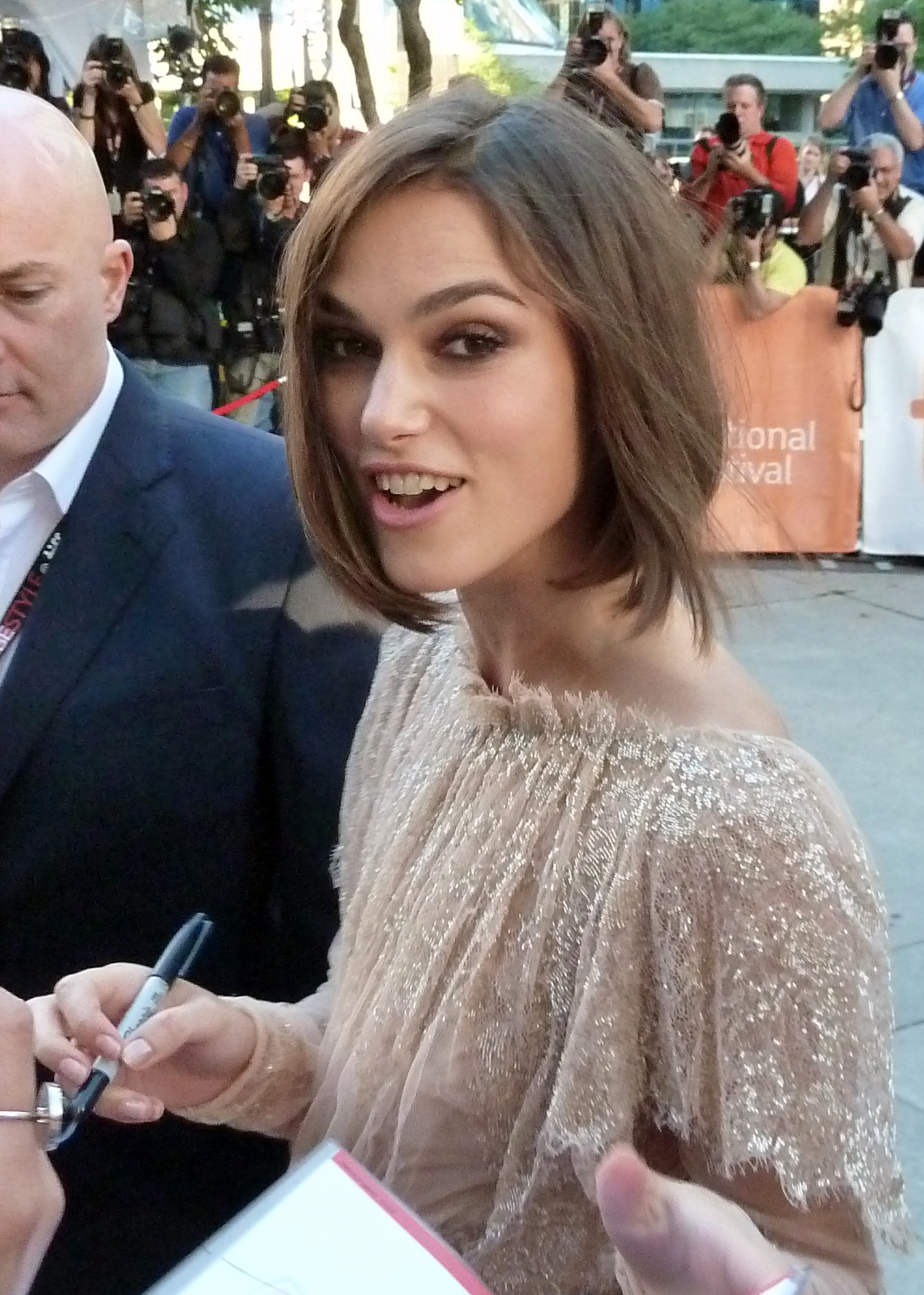
Na torontské premiéře Nebezpečné metody, 2011

### 2011–dosud
V roce 2011 se objevila ve filmu Nebezpečná metoda, který měl premiéru na Filmovém festivalu v Benátkách. V roce 2012 si zahrála po boku Steva Carella ve filmu Hledám přítele pro konec světa. Hlavní roli si zahrála ve filmu Anna Karenina. V květnu 2012 nahradila Scarlett Johanssonová ve filmu Love Song, který byl dokončen v roce 2013.
V roce 2014 ztvárnila hlavní roli v romantické komedii Laggies, která měla premiéru na filmovém festivalu Sundance, krátce na to měl premiéru akční thriller Jack Ryan: V utajení Kennetha Branagha, ve kterém se objevila také v jedné z hlavních rolí. Ve stejném roce účinkovala společně s Benedictem Cumberbatchem v oceňovaném filmu Kód Enigmy, za který získala kromě jiných také nominaci na Oscara v kategorii Nejlepší herečka ve vedlejší roli.
V říjnu 2015 účinkovala poprvé na Broadwayi v hlavní rolí adaptace Thérèse Raquin od Helen Edmunson. V roce 2016 si zahrála ve hvězdně obsazeném filmu Collateral Beauty: Druhá šance, po boku Helen Mirrenové, Willa Smitha, Edwarda Nortona a Kate Winsletové. Film získal převážně negativní reakce od kritiků a obsazení získalo nominaci na cenu Zlatá malina. Roli Elizabeth Swannové si zopakovala v cameo roli ve filmu Piráti z Karibiku: Salazarova pomsta.
Dne 20. ledna 2018 měl na Filmovém festivalu Sundance premiéru film Colette: Příběh vášně, ve kterém ztvárnila hlavní roli Colette. V roce 2018 si také zahrála Cukrovou vílu ve filmové adaptaci Louskáček a čtyři říše.

## Osobní život
V květnu 2013 se ve Francii vdala za hudebníka britské skupiny Klaxons Jamese Rightona. Pár žije v Londýně.  Na konci května 2015 se jim narodila dcera Edie a v září 2019 dcera Delilah.
Několikrát popřela zvěsti, že je anorektička. List Daily Mail kvůli zprávám o její poruše příjmu potravy zažalovala. V červenci 2006 uvedla, že se stala workoholičkou. „Posledních pět let mi splývá v jeden. Nemohu vám říci, co bylo v loňském roce a co rok předtím," uvedla a dodala, že je tak přepracovaná, že má strach, že pokud bude pokračovat v tomto kurzu, začne nenávidět to, co miluje.

## Filmografie
| Rok  | Název                                                     | Role                           | Poznámky |
| ---- | --------------------------------------------------------- | ------------------------------ | --- |
| 2023 | Bostonský škrtič                                          | Loretta McLaughlin             | |
| 2021 | Charlotte                                                 | Charlotte Salomon              | dabing |
| 2021 | Silent Night                                              | Nell                           | |
| 2020 | Problémissky                                              | Sally Alexander                | |
| 2019 | Zraněná srdce                                             | Rachel Morgan                  | |
| 2019 | Official Secrets                                          | Katharine Gun                  | |
| 2019 | Berlin, I Love You                                        | Jane                           | |
| 2018 | Louskáček a čtyři říše                                    | Cukrová víla                   | Nominace – Teen Choice Awards v kategorii nejlepší herečka ve sci-fi/fantasy filmu |
| 2018 | Colette: Příběh vášně                                     | Colette                        | Ocenění ELLE Woman of the Year Award Ocenění Harper's Bazaar v kategorii nejlepší britská herečka |
| 2017 | Piráti z Karibiku: Salazarova pomsta                      | Elizabeth Swann-Turner         | Nominace – Teen Choice Awards v kategorii nejlepší polibek (sdíleno s Orlandem Bloomem) |
| 2016 | Collateral Beauty: Druhá šance                            | Amy                            | |
| 2015 | Everest                                                   | Jan Hall                       | |
| 2014 | Kód Enigmy                                                | Joan Clarke                    | Hollywood Film Award v kategorii nejlepší herečka ve vedlejší roli Phoenix Film Critics Society Award v kategorii nejlepší herečka ve vedlejší roli Nominace – AACTA International Award v kategorii nejlepší herečka ve vedlejší roli Nominace – Filmová cena Britské akademie v kategorii nejlepší herečka ve vedlejší roli Nominace – BIFA Award v kategorii nejlepší vystoupení v britském nezávislém filmu Nominace – Critics' Choice Movie Award v kategorii nejlepší obsazení Nominace – Critics' Choice Movie Award Nejlepší herečka ve vedlejší roli Nominace – Dallas-Fort Worth Film Critics Assocition Award v kategorii nejlepší herečka ve vedlejší roli Nominace – Houston Film Critics Society Award v kategorii nejlepší herečka ve vedlejší roli Nominace – London Film Critics' Circle Award v kategorii britská herečka roku Nominace – San Diego Film Critics Society Award v kategorii nejlepší obsazení Nominace – San Diego Film Critics Society Award v kategorii nejlepší herečka ve vedlejší roli Nominace – Satellite Award v kategorii nejlepší herečka ve vedlejší roli Nominace – Screen Actors Guild Award v kategorii nejlepší obsazení Nominace – Screen Actors Guild Awards v kategorii nejlepší herečka ve vedlejší roli Nominace – Oscar v kategorii nejlepší herečka ve vedlejší roli Nominace – Zlatý glóbus v kategorii nejlepší herečka ve vedlejší roli |
| 2014 | Laggies                                                   | Megan                          | |
| 2014 | Jack Ryan: V utajení                                      | Cathy Muller                   | |
| 2013 | Love song                                                 | Gretta                         | Nominace – Award Circuit Community Award v kategorii nejlepší herečka v hlavní roli |
| 2012 | Hledám přítele pro konec světa                            | Penelope Lockhart              | |
| 2012 | Anna Karenina                                             | Anna Karenina                  | Nominace – European Film Award v kategorii nejlepší herečka Nominace – People's Choice Award v kategorii nejlepší herečka v dramatickém filmu Nominace – Satellite Award v kategorii nejlepší herečka ve filmu |
| 2011 | Nebezpečná metoda                                         | Sabina Spielreinová            | Nominace – Cena Saturn v kategorii nejlepší herečka Nominace – Washington Film Critics Circle Award v kategorii nejlepší herečka v kanadském filmu |
| 2011 | Počátek Země Nezemě                                       |                                | |
| 2010 | Londýnský gangster                                        | Charlotte                      | |
| 2010 | Steve                                                     | Žena                           | Krátký film |
| 2010 | Neopouštěj mě                                             | Ruth                           | Nominace – BIFA Award v kategorii nejlepší herečka ve vedlejší roli Nominace – Cena Saturn v kategorii nejlepší herečka ve vedlejší roli |
| 2010 | Last Night                                                | Joanna Reed                    | |
| 2009 | The Continuing and Lametable Saga of the Suicide Brothers | Kouzelná víla                  | Krátký film |
| 2008 | Vévodkyně                                                 | Georgiana Cavendish            | Nominace – BIFA Award v kategorii nejlepší vystoupení herečky v britském nezávislém filmu Nominace – People's Choice Award v kategorii nejlepší filmová herečka |
| 2008 | Na hraně lásky                                            | Vera Phillips                  | |
| 2007 | Hedvábná cesta                                            | Hélène Joncour                 | |
| 2007 | Pokání                                                    | Cecilia Tallis                 | Empire Award v kategorii nejlepší mezinárodní herečka Teen Choice Awards v kategorii nejlepší herečka v dramatickém filmu Nominace – Filmová cena Britské akademie v kategorii nejlepší herečka v hlavní roli Nominace – Zlatý glóbus v kategorii nejlepší herečka v dramatickém filmu Nominace – Gransito Movie Award v kategorii nejlepší herečka Nominace – Irish Film & Television Award v kategorii nejlepší mezinárodní herečka Nominace – London Critics' Circle Award v kategorii britská herečka roku Nominace – Satellite Award v kategorii nejlepší herečka v dramatickém filmu |
| 2007 | Piráti z Karibiku: Na konci světa                         | Elizabeth Swann                | People's Choice Award v kategorii nejlepší akční herečka Teen Choice Awards v kategorii nejlepší herečka v akčním/dobrodružném filmu Nominace – Kid's Choice Award v kategorii nejlepší filmová herečka Nominace – Filmové a televizní ceny MTV v kategorii nejlepší ženské vystoupení Nominace – National Movie Award v kategorii nejlepší ženské vystoupení |
| 2006 | Piráti z Karibiku: Truhla mrtvého muže                    | Elizabeth Swann                | People's Choice Award v kategorii nejlepší filmové spojení (s Johnny Deppem) Teen Choice Awards v kategorii nejlepší výbuch vzteku a nejlepší polibek (s Orlandem Bloomem) a nejlepší výkřik Nominace – Empire Award v kategorii nejlepší herečka Nominace – Kid's Choice Award v kategorii nejoblíbenější ženská filmová hvězda Nominace – Filmové a televizní ceny MTV v kategorii nejlepší vystoupení Nominace – Teen Choice Awards v kategorii nejlepší herečka drama/akční/dobrodružný film |
| 2005 | Pýcha a předsudek                                         | Elizabeth Bennetová            | Dallas-Fort Worth Film Critics Association Award v kategorii nejlepší herečka (2. místo) National Society of Film Critics Award v kategorii nejlepší herečka (2. místo) Nominace – Oscar v kategorii nejlepší herečka Nominace – Chicago Film Critics Association Award v kategorii nejlepší herečka Nominace – London Film Critics' Circle Award v kategorii britská herečka roku Nominace – Zlatý glóbus v kategorii nejlepší herečka v muzikálu nebo komedii Nominace – Satellite Award v kategorii nejlepší herečka v muzikálu nebo komedii Nominace – Teen Choice Awards v kategorii nejlepší herečka v dramatu/akčním/dobrodružném filmu Nominace – Washington D.C. Area Film Critics Association Award v kategorii nejlepší herečka |
| 2005 | Domino                                                    | Domino Harvey                  | |
| 2005 | Svěrací kazajka                                           | Jackie                         | |
| 2004 | Král Artuš                                                | Guinevere                      | Irish Film & Television Award v kategorii nejlepší mezinárodní herečka Nominace – Empire Award v kategorii nejlepší britská herečka Nominace – Teen Choice Awards v kategorii nejlepší herečka v akčním/dobrodružném filmu nebo thrilleru Nominace – Teen Choice Awards v kategorii nejlepší průlomová hvězda (žena) |
| 2003 | Láska nebeská                                             | Juliet                         | Washington D.C. Area Film Critics Association Award v kategorii nejlepší obsazení Nominace – Phoenix Film Critics Society Award v kategorii nejlepší obsazení |
| 2003 | Piráti z Karibiku: Prokletí Černé perly                   | Elizabeth Swann                | Irish Film & Television Award v kategorii nejlepší mezinárodní herečka Teen Choice Awards v kategorii nejlepší filmová chemie (s Orlandem Bloomem) Nominace – Filmové a televizní ceny MTV v kategorii průlomové vystoupení - žena Nominace – Phoenix Film Critics Society Award v kategorii průlomové vystoupení na filmovém plátně Cena Saturn v kategorii nejlepší herečka ve vedlejší roli Nominace – Visual Effects Society Award v kategorii nejlepší vystoupení herečky/herce ve filmu se speciálními efekty Nominace – Empire Award v kategorii nejlepší britská herečka |
| 2002 | Blafuj jako Beckham                                       | Juliette „Jules“ Paxton        | Golden Wave Award v kategorii nejlepší herečka London Film Critics' Circle Award v kategorii nejlepší nováček Online Film Critics Society Award v kategorii nejlepší průlomové vystoupení Phoenix Film Critics Society Award v kategorii průlomové vystoupení na filmovém plátně |
| 2002 | Čistá                                                     | Louise                         | |
| 2002 | New Year's Eve                                            | Leah                           | Krátký film |
| 2002 | Doktor Živago                                             | Lara                           | Minisérie |
| 2002 | Prďoši                                                    | Studentka hudební školy        | |
| 2001 | Díra                                                      | Frances „Frankie“ Almond Smith | Nominace – Empire Award v kategorii nejlepší nováček |
| 2001 | Deflation                                                 | Jogger                         | |
| 2001 | Princezna zlodějů                                         | Gwyn                           | |
| 1999 | Star Wars: Epizoda I – Skrytá hrozba                      | Sabé (královnina dvojnice)     | |
| 1999 | Oliver Twist                                              | Rose Fleming                   | Minisérie |
| 1998 | Návrat domů                                               | Judith Dunbar                  | Minisérie |
| 1996 | The Treasure Seekers                                      | Princezna                      | |
| 1995 | Nevinné lži                                               | Celie Graves                   | |
| 1995 | Poldové                                                   | Sheena Rose                    | Seriál, díl: „Swan Song“ |
| 1994 | Vesnická aféra                                            | Natasha Jordan                 | |